# Metilbutan
Metilbutan (C5H12; tudi 2-metilbutan ali izopentan) je razvejan alkan s petimi ogljikovimi atomi. Metilbutan je pri sobni temperaturi in normalnem zračnem tlaku zelo hlapljiva in vnetljiva tekočina. Temperatura vrelišča je le nekaj stopinj nad sobno temperaturo, zato ga največkrat najdemo v tekoči obliki ali pari. Uporablja se kot topilo za maščobe in olja kot tudi za proizvodnjo izoprena in insekticidov. 

## Nomenklatura
Izopentan je ime, ki ga za metilbutan priporoča Mednarodna zveza za čisto in uporabno kemijo (IUPAC) v Priporočilu za nomenklaturo za organsko kemijo iz leta 1993.

## Izomeri
Metilbutan ali izopentan je eden od treh strukturnih izomerov z molekulsko formulo C5H12, ostala dva sta še pentan in neopentan.